# Guraleus halmahericus
Guraleus halmahericus é uma espécie de gastrópode do gênero Guraleus, pertencente a família Mangeliidae.